# El sopar dels acusats

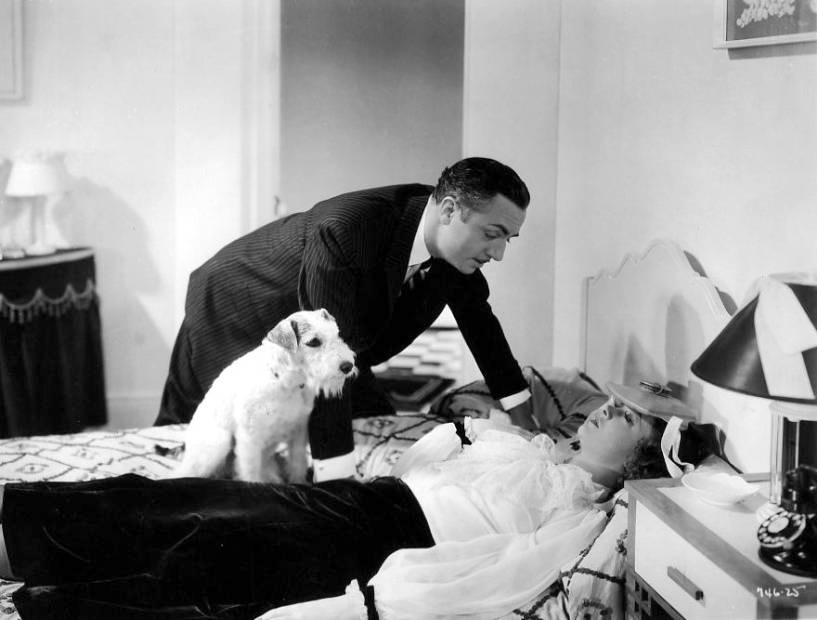
Una escena de la pel·lícula amb William Powell, Myrna Loy i el gos Skippy

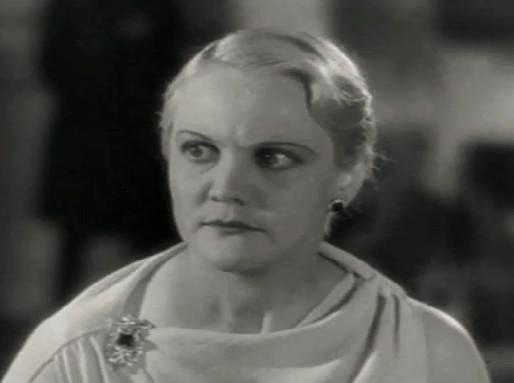
Minna Gombell interpretant el paper de Mimi Wynant Jorgenson

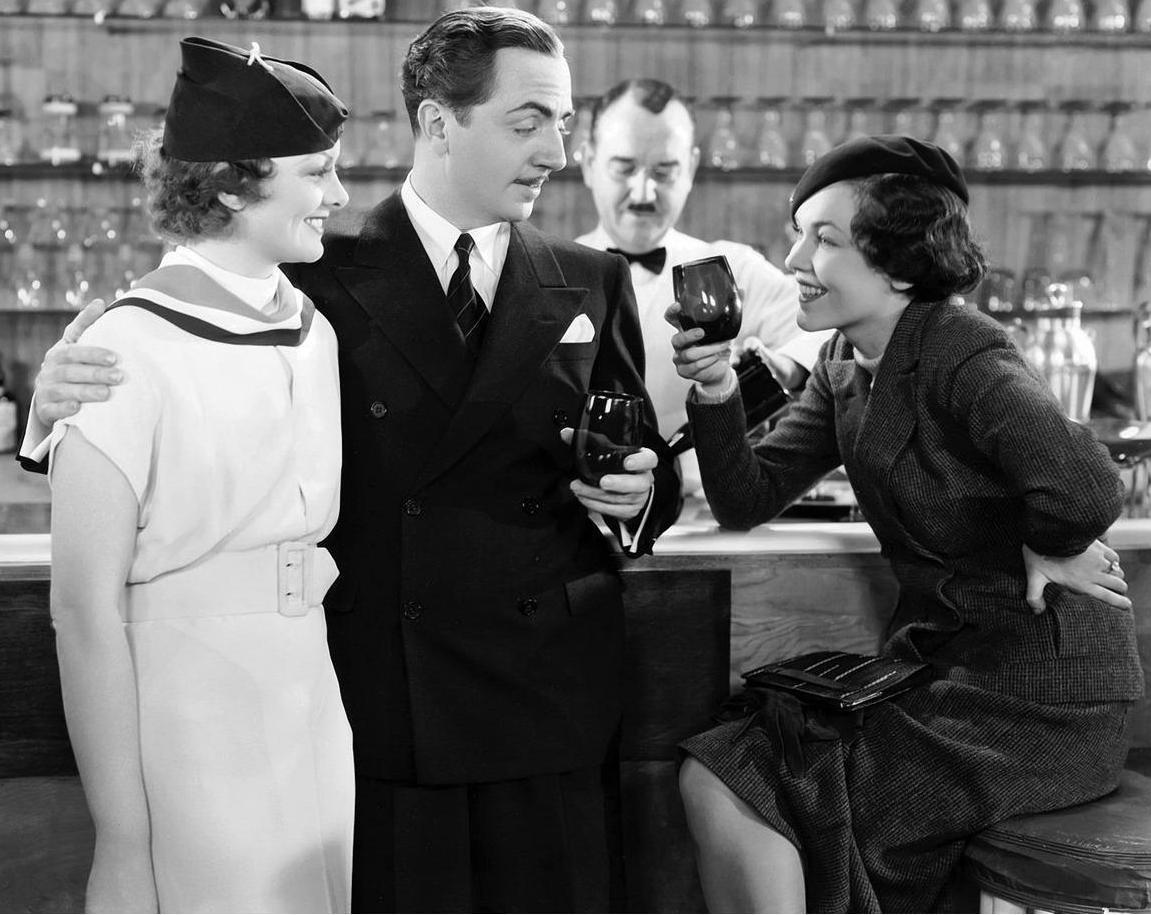
Una escena del film amb Myrna Loy, William Powell, William H. O'Brien (al fons) i Maureen O'Sullivan

El sopar dels acusats (The Thin Man en el seu títol original en anglès) és una pel·lícula de l'any 1934 dirigida per W. S. Van Dyke i protagonitzada per William Powell, Myrna Loy i Cesar Romero, la qual fou emesa per TV3 per primera vegada el 17 d'agost del 1997.

## Argument
A Nova York, un cèlebre i excèntric inventor desapareix misteriosament. Més tard, apareix el cadàver de la seua secretària. La filla de l'inventor demana al recentment casat Nick Charles (William Powell) que investigui el cas i localitzi el seu pare. Encara que retirat de la investigació detectivesca, Nick Charles es compromet a ajudar-la, iniciant les indagacions en companyia de la seua rica muller Nora (Myrna Loy) i del gosset Asta (Skippy). Llavors, apareix el cadàver de l'inventor.

## Context històric i artístic
El sopar dels acusats és intriga, sarcasme i refinament en una barreja de sofisticada comèdia domèstica amb thriller de recerques policials. La trama gira al voltant de la vida social, relació de parelles i indagacions detectivesques del benestant i distingit matrimoni format pel sagaç Nick Charles -gairebé una aguda caricatura de l'investigador privat Sam Spade- i la seua gentil muller Nora, personatges sorgits de la novel·la de Dashiell Hammett The Thin Man, publicada el 1933. El llibre es va vendre molt bé i la Metro-Goldwyn-Mayer en compraria els drets per a adaptar-lo al cinema amb alleugeriment i determinats canvis argumentals (com ara, el d'atorgar un major protagonisme al personatge de l'esposa del detectiu).
La pel·lícula, una confluent comèdia satírica i criminal de diàlegs enginyosos i irresistible encant, compagina els escorcolls del detectiu amb la ingesta de martinis i canapès. Fou dirigida per l'aplicat W. S. Van Dyke (el qual s'havia format treballant per a D. W. Griffith) amb un pressupost força curt i en només setze dies de rodatge, i va ésser força ben rebuda pel públic. A cop calent, sense altre interès per part de Hammett que el de cobrar els drets del personatge, es produirien cinc seqüeles de decreixent interès: Ella, ell i Asta (1936), Una altra reunió d'acusats (1939, amb el mateix Hammett acreditat com a guionista), L'ombra de l'home prim (1941), L'home prim torna a casa (1944) i L'adéu de l'home prim (1947). Aquesta sèrie de films foren produïts per la Metro-Goldwyn-Mayer i interpretats per la mateixa parella d'estrelles sota contracte: els divertits i químicament lleugers comediants William Powell i Myrna Loy, per descomptat en companyia del juganer terrier Asta.

## Frases cèlebres
| « | "Agafaré l'assassí. I, per a agafar-lo, convidaré tots els sospitosos a una festa." (William Powell en el paper del detectiu Nick Charles) | » |

| « | Nora Charles:"Nick? Nicky?" Nick Charles:"Què?" Nora Charles:"T'has adormit?" Nick Charles:"Sí!" Nora Charles:"Bé, vull parlar amb tu." | » |

| « | Nora Charles: (patint una ressaca)"Què em va colpejar?" Nick Charles:"El darrer martini." | » |

| « | Nora Charles:"L'assassí és just en aquesta habitació. Assegut a taula. Pots servir el peix." | » |

## Curiositats
- En el concloent sopar al·ludit en el títol, Nick Charles desemmascara l'assassí, fórmula resolutiva que, amb petites variants, es repetiria en cadascuna de les pel·lícules de la sèrie.[2]
- El gos Skippy/Asta va mossegar Myrna Loy durant el rodatge.[4][5]
- D'acord amb Myrna Loy, els actors tenien prohibit interactuar amb el gos Skyppy entre les diferents preses,[5] el qual treballava a canvi d'un ratolí grinyolant i una galeta.[4]
- Pel que s'ha dit, Nora fou recreada a semblança de Lillian Hellman, l'amant de Hammett.[2][4]
- El film fou rodat en dues setmanes i va ésser el primer d'una sèrie de sis pel·lícules sobre els mateixos personatges.[4]
- D'acord amb l'historiador del cinema Rich Drees, Metro-Goldwyn-Mayer va pagar 21.000 dòlars estatunidencs a Dashiell Hammett pels drets d'adaptar la seua novel·la al cinema, 4.000 dòlars menys que Paramount Pictures va pagar a Hammett per La clau de vidre.[4]
- Tot i que Maureen O'Sullivan va agrair l'encant i l'enginy de William Powell, ella va dir posteriorment que no va gaudir rodant la pel·lícula a causa del seu curt paper i d'una producció molt precipitada.[4]
- A MGM li preocupava el possible fet que William Powell fos massa vell per a interpretar Nick Charles i que Myrna Loy s'hagués pogut quedar encasellada en papers de femme fatale exòtica.[4][6]
- Myrna Loy (Nora Charles) i Cesar Romero (Chris Jorgenson) van morir amb només divuit dies de diferència, el 14 de desembre del 1993 i l'1 de gener del 1994, respectivament.

## Errades del film
- La vigília de Nadal, quan Dorothy Wynant es troba amb Nick al bar, ella li diu que el seu pare va desaparèixer 3 mesos abans. En canvi, a l'inici de la pel·lícula, el qual descriu el dia en què el seu pare va desaparèixer, estava nevant, la qual cosa és pràcticament impossible perquè la darreria del setembre és encara massa prompte perquè pugui nevar a Nova York).[7]
- Nick entra en una habitació amb una glaçonera plena de gel i, pocs minuts més tard, ix de l'habitació amb el gel fos.[7]
- Durant la festa nadalenca de Nick i Nora, el mocador a la butxaca de la jaqueta de Nick no deixa de canviar d'aparença.[7]